# 기수 (경마)

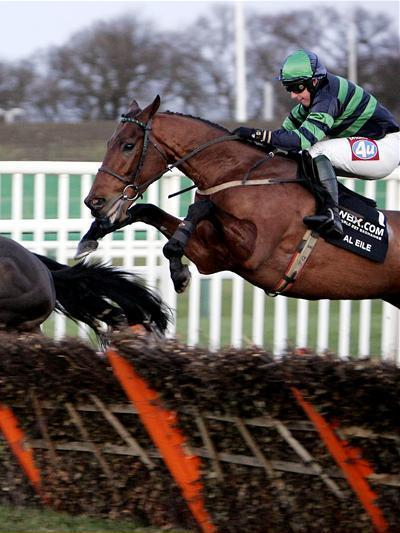

기수(騎手)는 경마에서 경주마를 타고 직접 경주에 출전하는 선수를 말한다. 조교사와의 계약에 의해 경주성적에 따라 상금을 받는 자유직업인이다.

## 자격요건
대한민국에서 기수가 되기 위해서는 한국마사회법 제14조(조교사·기수의 면허)에 의거하여 한국마사회 경마교육원 기수후보생 교육과정을 졸업해야 기수면허를 취득할 수 있다.

## 교육내용
기수후보생 교육과정은 개량마과정(2년)과 제주마과정(1년)으로 나뉘며, 한국마사회 경마교육원에서의 합숙교육을 통해 기수로서 갖추어야 할 마필 기승기술과 건전한 직업윤리 및 교양에 관한 교육을 받게 된다. 일정기간(1~2년)의 기수후보생 교육과정을 이수한 뒤 기수면허를 합격하면 수습기수가 될 수 있다. 정식기수가 되려면 40회 이상을 우승하여야 하며, 그 미만일 때는 기간에 상관 없이 수습기수로 있게 된다.

## 기수복색 (기수복)
경주에 출주하는 기수가 입는 옷인 비단 혹은 나일론 자켓으로, 복색을 입는 이유는 무엇보다도 경주 중 구별을 쉽게 하기 위함이다. 영어권에서는 Owners Colors(Colours), Racing Colors 또는 Silks라고 하는데 처음 입기 시작한 복색을 비단, silk으로 만들었던 까닭에 그렇게 부르게 되었다.
외국의 경우 마주의 식별을 위한 것이므로 마주복색이라 하며 마주가 경마 시행체에 고유복색을 등록하나, 한국마사회에서는 기수복색이라 하여 기수가 복색등록을 한다.
기수들이 레이스에 출전할 때 입는 기수복은 디자인이 제각기 다르다.
스타를 상징하듯 별모양을 그려넣거나 돈을 많이 벌고 싶은 듯 동그라미를 그려넣는 등 디자인이 다양하다. 레이스에서 질풍처럼 달리는 말을 멀리서 보면 어느 말이 앞서가는지, 자신이 마권을 건 말은 몇 번 째로 달리고 있는지 알 수가 없다. 이럴 때 기수 복색을 보고 구분하면 된다.
외국의 경우 기수들은 마주복색에 맞춰 입게 되어 있다. 마주가 바뀔 때마다 옷을 갈아입는 것이다. 그러나 한국은 기수 개인별로 복색을 정해 어느 마주의 말을 타고 출전하든지 자신의 복색을 그대로 입는다. 기수양성소 교육을 마치고 기수 면허시험에 합격하면 복색을 한 가지만 정해 등록을 해야 한다. 1명에 1종으로 하며, 색(色)은 시행규정에 정한 10종의 색 중 3색 이내로 해야 한다. 기수 복색은 다른 기수와 같거나 유사하면 안된다.
또 은퇴한 기수의 복색을 사용하려면 그 기수가 은퇴한 지 3년이 지나야 가능하다.
다른 기수들과 쉽게 구분이 될 수 있도록 선명한 색깔이어야 하며, 복색에 사용하는 색깔도 한국마사회가 정한 빨강, 파랑, 노랑, 보라, 초록, 고동, 하양, 분홍, 검정, 하늘 등 10가지 가운데서 선택해야 한다.
기수가 쓰는 모자색은 말 번호에 따라 정해져 있어 1번부터 10번까지는 번호순으로 하양(백, 白), 노랑(황, 黃), 빨강(적, 赤), 검정(흑, 黑), 파랑(청, 靑), 초록(녹, 綠), 고동(다, 茶), 분홍(도, 桃), 보라(자, 紫), 하늘색(수, 水)으로 하고 11번부터 14번까지는 하늘색 바탕에 각각 하양, 노랑, 빨강, 검정 줄을 넣고 모자 위에 털로 만든 작은 방울을 달아 구분하고 있다.

## 기수복색의 기원
복색을 언제 처음 입었는지는 정확히 알 수 없으나 말과 기수를 그린 고대 로마의 모자이크나 벽화를 보면 기수가 아주 화려한 색상의 옷을 입은 것에서 경마의 시작만큼이나 오래 거슬러 올라갈 것으로 추정된다. 오늘날과 같은 형태의 복색은 근대 경마를 처음 시작한 영국에서 시작되었다.
1762년 10월 어느날 잉글랜드 뉴마켓 지역에서 마주클럽(The Jockey Club)의 한 사교 모임이 있었다. 마주들은 ‘경주중 멀리 떨어진 자기말을 잘 식별할 수 없는 데다 앞서 가는 말이 서로 자기말이라고 우기는 등 논쟁을 피할 수 있는 방법’에 대해 이야기하던 중 어느 한 마주가 말을 타는 사람이 각기 다른 색깔의 웃옷을 입는 게 어떠냐는 의견을 내자 참석한 마주들이 모두 찬성함으로써 기수 복색이 최초로 출현하게 되었다.
당시 모임에 참석했던 19명의 마주들은 각자 좋아하는 색을 택한 후 향후 자기말을 타는 사람은 자기가 정한 색의 옷을 입고 경주하기로 약속하고 마주클럽에 색상을 등록하였다. 이때 등록된 색은 자주색, 하늘색, 갈색, 황색, 진홍색, 담황색, 진한 청색, 초록색, 짙은 적색, 자주색과 흰색, 흰색(2명), 청색, 검은색, 오렌지색(2명), 진한 초록색, 황색과 다갈색, 분홍색이었다. 기수가 쓰는 모자 또한 원래 사냥할 때 쓰는 사냥 모자 형태의 검은색이었는데 당시 모자색까지는 정하진 않았지만 점차 등록된 색상으로 변해갔다.
당시 참석했던 데버시버(잉글랜드 남서부 주) 지역 공작은 갈색을 등록했는데, 지금까지도 그 후손이 같은 복색을 사용하고 있어 현존하는 가장 오래된 복색이 되었다. 오늘날 우리가 잘 알고 있는 유명한 흰색모자에 검은색 복색은 영국 더비 경주의 창시자인 더비경이 1787년 등록한 색이다. 그러나 현대에 이르러 국가간 교류 경주가 활성화됨에 따라 기수복색이 너무 다양하고 형태도 복잡하여 일일이 복색등록을 받을 수 없게 되자, 국제적인 경마 관장 기구인 IFHA(International Federation of Horseracing Authority)는 「경마와 생산에 관한 국제협약」(Interanational Agreement on Breeding, Racing and Wagering, IABR) 제9조(Onwers Colours)에 의거하여 사용할 수 있는 색을 총 10종으로 하였다. 한 옷에 사용할 수 있는 색은 3종 이내로 정하였고, 형태도 제시하고 있다.
한국은 마주복색제를 채택하지 않고 또 위 협약에 가입하고 있지는 않으나 향후 국제화에 대비해 복색에 일정한 제한을 두고 있다. 기존 기수들은 그 동안 사용하던 복색을 인정하되 95년부터 신규기수들에 대해 무늬는 위 협약에서 정한 것들 가운데 채택하도록 하고 있다. 또한 현재 KRA 경마시행규정 복색등록과 관련된 규정에 의거 기수 1명당 1종에 한하여 등록 가능하며 복색에 표시하는 색은 3도색 이내로 하되, 빨강(적, 赤), 파랑(청, 靑), 노랑(황, 黃), 보라(자, 紫), 초록(녹, 綠), 고동(다, 茶), 하양(백, 白), 분홍(도, 桃), 검정(흑, 黑), 하늘색(수, 水) 10종 가운데 선택하도록 하고 있다. 아울러 이미 등록한 복색과 동일한 복색 또는 유사한 복색은 등록할 수 없으며, 면허가 취소된 기수의 복색은 면허취소일부터 3년이 경과하지 않으면 다시 사용할 수 없다. 또한 한번 등록한 복색은 매 연도 말 KRA 한국마사회의 승인을 얻어 변경할 수 있다.

## 같이 보기
- 미국 경마 명예의 전당